# Vladimir Soeslov

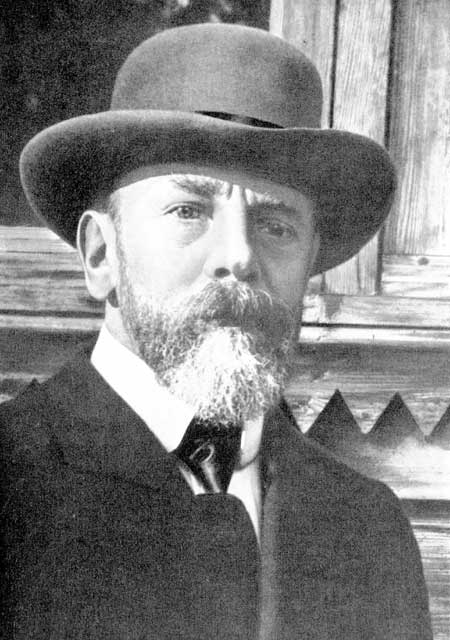
Vladimir Soeslov

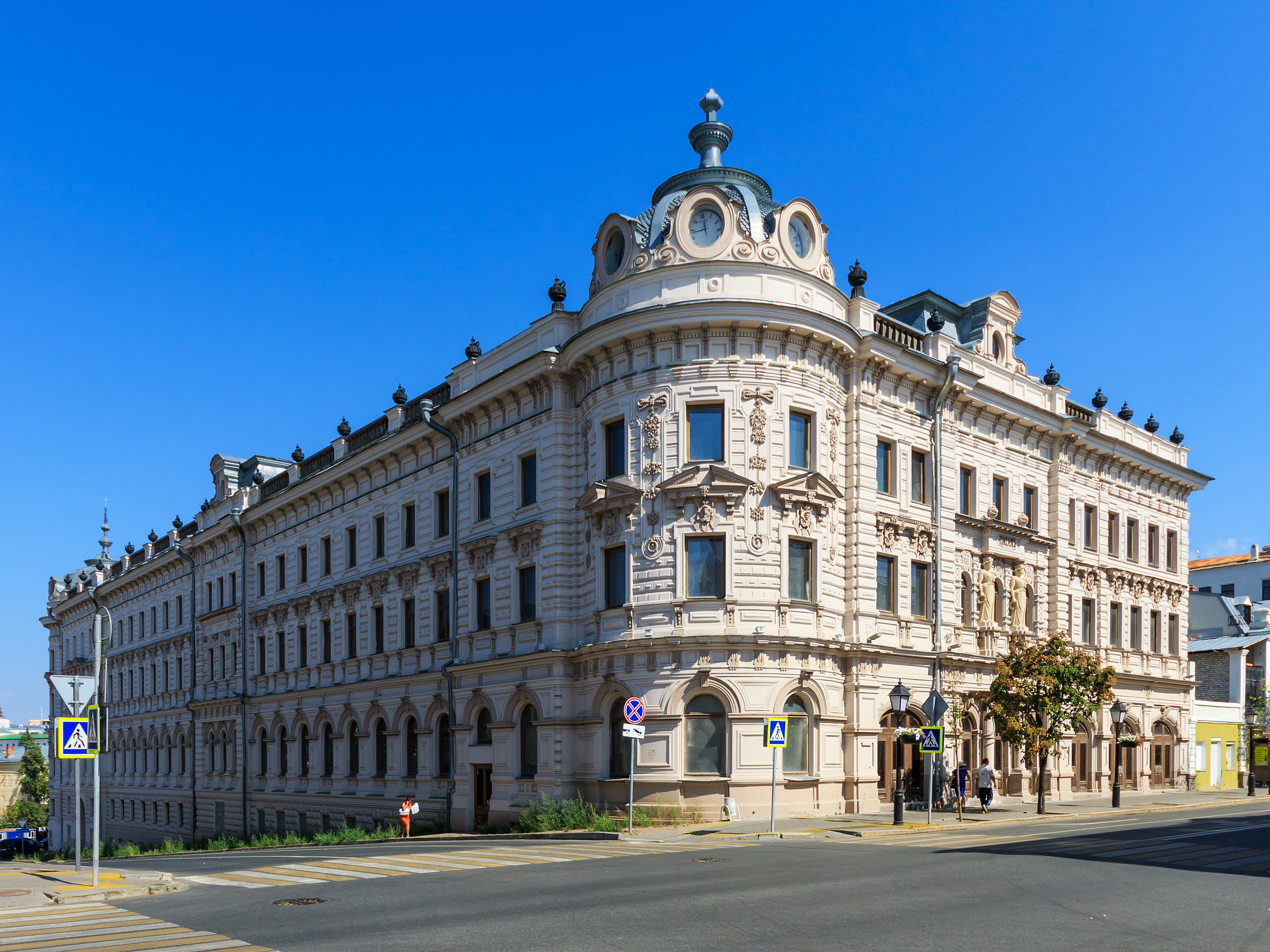
Aleksandrovski-passage in Kazan, 1880-1883

Kerk in het dorp Fedino (oblast Moskou), 1906-1913. Een voorbeeld van neorussische stijl

Vladimir Vladimirovitsj Soeslov (Russisch: Владимир Васильевич Суслов; Moskou, 1857 – Chvalynsk, 1921) was een Russische architect, restaurateur, architectuurhistoricus en archeoloog. Hij staat bekend als een van de grondleggers van de monumentenzorg in Rusland.

## Biografie
Als een zoon van een icoonschilder bracht hij zijn kindertijd grotendeels in het dorp Palech door, waar vele incoonschilders actief waren. In 1878 studeerde hij af aan de Moskouse school voor de schilder- beeldhouw- en bouwkunst. Vervolgens studeerde hij aan de Keizerlijke kunstenacademie in Sint-Petersburg, waar hij in 1882 met de officiële titel van de “eerstegraadskunstenaar” afstudeerde. Vervolgens ondernam hij tussen 1883 en 1887 in opdracht van deze academie een studiereis doorheen het Russische Noorden. Daarna ondernam hij nog meerdere studiereizen, zowel in het noorden en zuiden van Rusland als in het buitenland (Zweden, Noorwegen, Duitsland, Frankrijk, Italië). Hij verzamelde er uitgebreide documentatie met betrekking tot oude monumenten, zoals tekeningen en opmetingen, alsook archeologische collecties. Daarnaast schreef hij een aantal boeken, zoals de Essays over de oud-Russische bouwkunst (Очерки по истории древнерусского зодчества), Reisnotities betreffende het noorden van Rusland en Noorwegen (Путевые заметки о севере России и Норвегии) en andere.
Vanaf 1889 leidde hij restauraties van enkele belangrijke oud-Russische monumenten, zoals de Transfiguratiekathedraal in Pereslavl-Zalesski, Mirozjskiklooster in Pskov en Sofiakathedraal in Veliki Novgorod. Hiermee stond hij aan de wieg van de Russische monumentenzorg. Hij was tevens een lid van het Keizerlijk Russisch archeologisch genootschap.
Zijn origineel oeuvre (geen restauraties) is weinig uitgebreid. In Kazan ontwierp hij in 1880-1883 samen met Nikolaj Pozdneev de Aleksandrovki-passage (Александровский пассаж, een warenhuiscomplex met een winkelgalerij). Daarnaast ontwierp hij een aantal particuliere buitenhuizen (datsja’s) en enkele kerken in de neorussische stijl.
- Gemeinsame Normdatei: 132714140
- International Standard Name Identifier: 0000 0000 3580 6304
- Library of Congress Control Number: n86021687
- Nationale Bibliotheek van Tsjechië: js2016931126
- Système universitaire de documentation: 176744045
- Virtual International Authority File: 43006597
- WorldCat: E39PBJkhMx9wpRR77QJRggvyh3